# Bada (sistema operacional)
O bada ('oceano' em coreano) é um sistema operacional desenvolvido pela Samsung focado nos smartphones.

## História
O Bada, uma plataforma para smartphones, foi criado em 2010 pela Samsung, o nome significa "Oceano" ou "Mar" traduzindo do coreano. 
Veio com um propósito básico de concorrer com as grandes companhias, como a Apple e a RIM e sim transformar seus consumidores convencionais em usuários de Smartphones de baixo custo, e com isso abrir um novo mercado ainda não explorado. 
O Wave II foi lançado com um hardware muito parecido com o seu antecessor, com exceção de a sua tela ser com 3.7 polegadas, contra 3.3 polegadas do antigo modelo e utilizando Super Clear LCD no lugar do Super AMOLED do Wave da primeira geração.
A expectativa da Samsung na época do lançamento do Wave I era de atingir as 10 milhões de vendas até primeira metade do ano do seu lançamento utilizando a plataforma bada.
Na MWC (Mobile World Congress) 2011 a versão 2.0 foi apresentada a ultima versão.
O Bada 2.0 tem uma maior integração com redes sociais, navegadores, HTML5, multitarefa avançada, e um novo SDK também compatível com Mac e Linux.

## Aparelhos e dispositivos
O primeiro dispositivo rodando Bada foi o Samsung Wave S8500 exibido pela primeira vez no Mobile World Congress 2010 em Barcelona.
Todos os dispositivos smartphones da Samsung que rodam o Sistema Operacional Bada estão classificados com o nome de Wave, assim como dispositivos que rodam Android foram classificados como Galaxy. Aparelhos que tem o Sistema Operacional nativamente instalados são os modelos: Wave S8500, Wave 533, Wave 525, Wave 575, Wave 723, Wave Y, Wave M, entre outros. O último lançamento foi o Wave 3.
O propósito do desenvolvimento do Bada é de se estender também em Smart TV's.

## Arquitetura
O Bada, pela definição da Samsung, não é um sistema operacional propriamente dito, mas sim uma plataforma com uma arquitetura configurável, baseado no kernel do Linux. De acordo com os direitos autorais exibido pela Samsung no Wave S8500 (o primeiro smartphone usando Bada), ele usa código do FreeBSD, NetBSD e OpenBSD. 
Aplicações nativas são desenvolvidas em C++ com o Bada SDK. Embora já existam aplicativos para converter programas desenvolvidos em Bada para Tizen .

## Bada 2.0
O Bada 2.0 foi lançado no final de 2011 pela Samsung e prometia subir no mercado. A diferença da primeira versão é que o sistema opera em aparelhos high-end. Ainda hoje ele está presente nos aparelhos Wave Y S5380 832MHz, Wave S8500 1GHz dentre outros.
Apesar dos ânimos iniciais que sondavam o Bada, em fevereiro de 2013 a Samsung oficialmente declarou encerrar o desenvolvimento do Bada, investindo no desenvolvimento do Sistema Tizen, uma plataforma aberta e criada em conjunto com Intel, Panasonic, Fujitsu entre outras.
Muitos simpatizantes do Bada aguardaram atualizações do mesmo, mas infelizmente, a Samsung de forma abrupta arquivou o projeto que estava em desenvolvimento e inicia outro, de futuro incerto.

## Versões
O Samsung S8500 Wave foi lançado com a versão 1.0 do sistema operacional Bada. Logo após o lançamento, a Samsung lançou a versão 1.0.2, que inclui pequenas correções para os usuários europeus. A versão 1.2 foi lançada com o Samsung S8530 Wave II. A versão alpha do Bada 2.0 foi lançada no início de 2011, com o aparelho Samsung S8530 Wave II. Porém a versão final foi lançada com o aparelho Samsung Wave III.